# كوسة كندي
كوسة كندي هي قرية في مقاطعة ماكو، إيران. عدد سكان هذه القرية هو 425 في سنة 2006.